# Mohamed Aoudou
Mohamed Aoudou (Aplahoué, 19 de fevereiro de 1990), é um futebolista beninense que atua como atacante. Atualmente, joga pelo Saoura.

## Carreira
Nascido em Aplahoué, Aoudou jogou em times de Benim, Croácia e França, por Donjo, Istra 1961, Évian e Tonnerre d'Abomey.
Ele fez sua estréia pela Seleção Beninense de Futebol em 2009,  e atua em eliminatórias para as copas do mundo FIFA.

## Títulos
Évian
- Championnat National: 2009/10